# Kunstwerken op het hoofdpostkantoor
De kunstwerken op het hoofdpostkantoor verwijzen naar kunst in de openbare ruimte in Paramaribo, Suriname. Ze werden eind jaren 1950 op het nieuwgebouwde hoofdpostkantoor aangebracht.
Op 6 september 1957 werd onder leiding van architect Peter Nagel begonnen aan de bouw van het nieuwe postkantoor. De officiële ingebruikname vond plaats op 15 januari 1960. Ondertussen werd in augustus 1958 aan vier kunstenaars de opdracht verleend om muurkunst te ontwerpen, namelijk Nola Hatterman, Erwin de Vries, Jo Rens en Nic Loning. De voorstelling op de rechtergevel van de toren, waarop diverse centra wereldwijd met elkaar verbonden zijn, is een ontwerp van Loning. Deze voorstelling is op 11 september 1974 ook op een postzegel uitgebracht. Verder zijn diverse onderdelen van het pand in verschillende kleuren geverfd, zoals de blauwe gevels en rode kozijnen. De gevelornamenten werden medio juni 1959 vanuit Nederland aangevoerd. Het mozaïek in de hal van de postkantoor werd ontworpen door Iwan Dilrosum en gemaakt in Italië. Het is een voorstelling van de wereldkaart.